# موبی دیک
موبی دیک یا نهنگ بحر (به انگلیسی: Moby Dick یا The Whale) رمان مشهوری از هرمان ملویل نویسنده آمریکایی است که در سال ۱۸۵۱، در دوران رنسانس آمریکایی، منتشر شد. ملوان اسماعیل داستان جستجوی دیوانه‌وار اهب، ناخدای کشتی پکوئود را می‌گوید که به دنبال انتقام از موبی‌دیک، وال سفیدی که پیش‌تر کشتی‌اش را نابود کرده‌است و پایش را از زانو قطع کرده‌است، می‌باشد. کتاب تا زمان مرگ نویسندهٔ آن در سال ۱۸۹۱ یک شکست تجاری بود امّا در قرن بیستم به عنوان یکی از بهترین رمان‌های آمریکایی شهرت یافت. ویلیام فاکنر اعتراف می‌کند که آرزویش این بوده که این کتاب نوشتهٔ او می‌بود. «اسماعیل خطابم کنید (Call me Ishmael)» در میان ادبیات جهان معروف‌ترین عبارت آغازکنندهٔ رمان است. این کتاب در فهرست صد کتاب برتر تاریخ به انتخاب گاردین قرار گرفته و دی‌اچ لارنس آن را یکی از شگفت‌آورترین کتاب‌های دنیا و بهترین کتاب در مورد دریا خوانده‌است.
این کتاب یک سال و نیم طول کشیده‌است تا به رشتهٔ تحریر دربیاید و تجربیات شخصی ملویل را در دریا و خواندن ادبیات والگیران را تصویر می‌کند. ادبیات الهام بخش او ویلیام شکسپیر و انجیل بوده‌است. توصیف‌های جزئی و واقع‌گرایانهٔ ملویل از شکار نهنگ و خارج کردن روغن از آن، به آن صورت است که می‌توان حضور در کشتی میان خدمه با فرهنگ‌های مختلف را حس کرد که با کاوش در پایگاه اجتماعی، خیر و شر و وجود خدا مخلوط گشته‌است.
این کتاب را ملویل «به نشانهٔ ستایش نبوغ ناتانیل هاوثورن» به او تقدیم می‌کند. کتاب ابتدا تحت عنوان نهنگ در اکتبر ۱۸۵۱ در لندن منتشر شد و سپس در نوامبر با عنوانی دیگر در نیویورک به چاپ رسید. در میان این دو ویرایش صدها تفاوت که بیشترشان بی‌اهمیت و برخی مهم هستند به چشم می‌خورد. ناشر لندنی برخی عبارات حساس را سانسور کرده یا تغییر داده‌است و ملویل نیز اصلاحاتی مانند تغییر ناگهانی عنوان در نسخهٔ چاپ نیویورک در رمان به وجود آورده‌است. نهنگ به هر حال بدون هیچ خط ربطی در هر دو نسخه موبی‌دیک خوانده می‌شود. در هنگام حیات ملویل تنها ۳۲۰۰ نسخه از رمان به فروش رسید.

## شخصیت
موبی‌دیک: شخصیت اصلی که یک نهنگ عنبر غول‌آسا است و مسلماً ضدقهرمان اصلی رمان.
اسماعیل: اسماعیل، تنها کسی است که از خدمهٔ پکوئود نجات پیدا می‌کند و راوی داستان است. به عنوان شخصیت او چند سال جوان‌تر از راوی است. داستان به علت آن‌که راوی داستان است به او متکی است اما او در داستان نقش جزئی و کوچکی دارد. نامش نمادی از یتیم‌ها، تبعیدشدگان و طرد شدگان اجتماعی است.
ایهب: ناخدای ظالم کشتی پکوئود است و به خاطر امیال شخصی خود کشتی را به سمت کشتن موبی‌دیک، والی که در سفرهای دریایی پیشین در سواحل ژاپن او را مجروح کرده‌است. می‌برد. او در نهایت با وسواس خود در تعقیب موبی‌دیک تمام خدمه (به جز اسماعیل) را به کام مرگ می‌فرستد.

### در ساحل
پدر ماپل: یک شکارچی وال سابق که در یک کلیسای کوچک در نیوبدفورد واعظ است.
الایجا: (در انجیل نام او الایجا آمده‌است اما به شاه جیمز با نام الیاس معرفی می‌شود). هنگامی که اسماعیل و کویکوئگ قصد ثبت‌نام در کشتی ایهب را دارند او از آن‌ها می‌پرسد «در این قراردادها چیزی دربارهٔ روح شما هم بود؟». هنگامی‌که اسماعیل متعجبانه واکنش نشان می‌دهد الیاس ادامه می‌دهد:
-به شتاب گفت: «یا شاید همچو چیزی ندارید. هر چند اهمیتی ندارد، من خیلی‌ها را می‌شناسم که ندارند - خوشا به حالشان. چون ندارند وضعشان بهتر هم هست. روح چیزی مثل چرخ پنجم گاری است.»— موبی‌دیک، فصل نوزدهم، ترجمهٔ پرویز داریوش
بعدتر در مکالماتش الایجا می‌گوید:
-خوب، خوب، امضاء که شد کار تمام است؛ و هر چه مقدر باشد همان می‌شود، اما شاید هم از طرف دیگر آن‌طور نشود. در هر صورت همه چیز تا به حال مقرر و معین شده و لابد چند ملاحی باید با او بروند - حالا یا همین عده یا عدهٔ دیگر - خدا خودش به این‌ها رحم کند، صبح به‌خیر، رفقا، صبح‌به‌خیر. خدای بی‌توصیف به شما برکت بدهد. عذر می‌خواهم که سر راه شما را گرفتم.— موبی‌دیک، فصل نوزدهم، ترجمهٔ پرویز داریوش
کاپیتان بیلداد و کاپیتان پلگ: از صاحبان اصلی پکوئود، دو ناخدای شکار نهنگ بازنشسته و از فرقه کواکرها. اسم هر دو پلگ و بیلداد از انجیل آمده‌است. پلگ پیش از آن‌که خود به فرماندهی برسد زیر دست ایهب به نایب اول بوده‌است و مسئول قسمت‌بندی نهنگ‌های شکار شده برای ملاحان نیز است.

### خدمهٔ کشتی
خدمه کشتی پکوئود از ایالات متحده آمریکا و دیگر نقاط جهان هستند. فصل چهلم (نیمه‌شب، در عرشهٔ زیرین) که با روش نمایش‌نامه‌نویسی به سبک شکسپیر نوشته‌شده‌است، به‌طور قابل‌توجهی تفاوت کشورهای خدمه را نشان می‌دهد. کسانی که در این‌جا صحبت می‌کنند از جزیره من، آزور، مالت، چین، فرانسه، ایسلند، هلند، شیلی، دانمارک، پرتغال، هند، انگلستان، ایرلند و اسپانیا هستند.
در حالی‌که ۴۴ خدمه در کتاب یاد می‌شوند ملویل در فصل آخر سه بار تأکید می‌کند که ۳۰ خدمه در کشتی بوده‌است. از آنجایی که در آن زمان ۳۰ ایالت در آمریکا حضور داشته‌است ملویل چنین چیزی را بیان می‌کند که به این معنی است که کشتی استعاره‌ای از ایالات متحده آمریکاست.

#### نایبان
هر سه نایب پکوئود از نیوانگلند هستند.
استارباک، نایب اول جوان پکوئود، که از متفکران و روشن‌فکران مکتب کواکدهاست و از شهر نانتاکت می‌باشد. او متأهل است و یک پسر دارد. او میل ندارد به جستجوی آن‌ها تن دهد و هنگامی که به موبی‌دیک نزدیک می‌شوند نیز تصمیم می‌گیرد ایهب را با یک تفنگ فتیله‌ای بکشد یا بازداشت کند و کشتی را به سمت خانه بازگرداند. استارباک در بین خدمه تنها کسی است که به ایهب معترض است، به او می‌گوید که انتقام گرفتن از یک حیوان بدون دلیل دیوانگی است. از جمله میل و رغبت‌هایی که در مذهب کواکر کفرآمیز است. نظر استارباک این است که دنبال نهنگ‌های بیشتری برای گرفتن روغن‌شان بروند. اما او هیچ حمایتی از سمت خدمه ندارد و نمی‌تواند آن‌ها را راضی کند که برگردند. با وجود تردیدهای خود او احساس می‌کند وظیفه دارد تا از ناخدای خود اطاعت کند. استارباک‌ها خانواده کواکر مذهب مهمی در نانتاکت بودند و چند شکارچی نهنگ هم در این دوره به نام استارباک وجود داشته‌است، به عنوان نشانه، جزیرهٔ استارباک که در سرزمین‌های شکار نهنگ اقیانوس آرام وجود دارد. شرکت چندملیتی و زنجیره‌ای استارباکس نام خود را از روی این شخصیت برداشته‌است، که نشان‌دهنده هیچ وابستگی بین او و قهوه نیست؛ تنها دلیل گذاشتن این نام بر این شرکت این بود که نام «پکوئود» توسط مؤسسان آن رد شد.
استاب، نایب دوم پکوئود که متولد دماغه کاد می‌باشد که همیشه یک پیپ در دهانش و لبخندی بر روی لبانش قرار دارد. «خوش‌طبع و آسان‌گیر و بی‌توجه بود و چنان بر قایق شکار وال خود سرپرستی می‌کرد که گویی قتالترین برخوردها ضیافتی بود و جاشوان او همه مهمانان مدعو» (موبی دیک، فصل ۲۷). استاب با این‌که تحصیل‌کرده نبود اما به‌طور قابل ملاحظه‌ای در صحبت کردن توانا بود. او در طی شکار نهنگ با زبانی خیال‌انگیز سریع صحبت می‌کند که یادآور یکی از شخصیت‌های شکسپیر نیز می‌باشد. تجسم فاضلانه‌ای از مردمی که از ساده‌لوحی خوش‌بینانه به عنوان دیدگاه فلسفی خود استفاده می‌کنند.
فلاسک نایب سوم پکوئود است. مردی کوتاه قد و تنومند از مارتاز وینه‌یارد. او به شکار نهنگ به عنوان تلاش برای انتقام گرفتن از برخی اعمال نهنگ‌ها نگاه می‌کند. فلاسک به نام مستعار «کینگ-پست» در بین خدمه معروف بود زیرا با آن قد و قامت و تنومندی آن‌ها را به یاد الواری که به عنوان ستون در کشتی‌ها و ساختمان‌ها استفاده می‌شود، می‌انداخت.

#### زوبین‌اندازان
نیزه‌داران پکوئود هیچ‌کدام مسیحی نیستند و از بخش‌های مختلفی از جهان کنار هم گرد آمده‌اند. هر کدام از آن‌ها در قایق یکی از نایبان خدمت می‌کند.
کویکوئگ متولد جزیره‌ای ساختگی به نام کوکوووکو در دریای جنوبی، در یک قبیلهٔ آدم‌خوار است و پدرش رئیس آن قبیله می‌باشد. از زمانی که او جزیرهٔ خود را ترک کرده‌است کار با زوبین را به خوبی فرا گرفته‌است. او با اسماعیل در اوایل کتاب، پیش از عزیمت به سمت نانتاکت، رابطهٔ دوستانه برقرار می‌کند. او به عنوان آدمی میان جامعهٔ متمدن و وحشی توصیف می‌شود. او زوبین‌انداز کشتی استارباک است، جایی که اسماعیل نیز به عنوان پاروزن حضور دارد. کویکوئگ بهترین دوست اسماعیل در داستان است. او در ابتدا در رمان بسیار برجسته خودنمایی می‌کند اما به تدریج مانند اسماعیل اهمیت خود را در میان داستان‌های دیگر از دست می‌دهد.
تاشتِگو، او به عنوان یک زوبین‌انداز سرخ‌پوست اهل آکوینا (وامپانواگ) توصیف می‌شود. او یک شکارچی حیوان بوده‌است که حال به شکار نهنگ روی آورده. او زوبین‌انداز قایق استاب است.
داگو، یک زوبین‌انداز آفریقایی بلندقد (۶فوت و پنج اینچ یا ۱۹۸ سانتیمتر) از یک دهکدهٔ ساحلی است با اخلاقی مهربان و نجیبانه. او زوبین‌انداز قایق فلاسک است.
فتح‌اللّه، زوبین‌انداز قایق ایهب است. او یک هندی مزدیسنا (پارسی است. او به عنوان کسی که در چین زندگی کرده‌است توصیف می‌شود. هنگام کشیدن بادبان‌ها او در انبار کشتی پنهان شده‌بود و بعدها در میان خدمهٔ قایق ایهب پدیدار شد. در متن فتح‌الله به عنوان «سایهٔ تاریک» ایهب معرفی شده‌است. اسماعیل به او «ستایشگر آتش» لقب می‌دهد و خدمه گمان می‌کنند او شیطانی است که در قالب یک مرد پنهان شده‌است. او منبع پیشگویی‌های متنوعی است که ایهب را به سمت شکار موبی‌دیک سوق می‌دهد.

#### دیگر خدمه
پیپ، (نام مستعار او پیپین است اما به اختصار پیپ می‌گویند) یک فرد کم سن‌وسال آمریکایی آفریقایی تبار از تولند کانتی است، اگرچه اون به عنوان «پسر آلابامایی» نیز خوانده‌شده‌است. او کوچک‌ترین خدمهٔ کشتی پکوئود است. از او به خاطر جثهٔ کوچکش به عنوان نگهدارندهٔ کشتی استفاده می‌کنند (کسی که هنگام ترک خدمه در قایق‌های شکار نهنگ در کشتی می‌ماند). اسماعیل در جایی از داستان تضاد پیپ را با پیش‌کار کشتی، دوبوی توصیف می‌کند. او دوبوی را «کرهٔ سیاه» می‌نامد و دربارهٔ او می‌گوید «به حکم طبیعت خود کودن و کند ذهن بود» (موبی دیک، فصل ۹۳). او به پیپ کرهٔ سیاه می‌گوید و در توصیفش می‌گوید «رقیق‌القلب بود در اعماق خود بسیار هوشیار بود و از آن درخشندگی و هوشمندی و خوش و مهرورز و بانشاط قبیلهٔ خود برخوردار بود.» و کمی بعدتر خواننده را ملامت می‌کند: «اکنون که می‌نویسم این سیاه کوچک‌اندام درخشان و هشیار بود لبخند مزنید زیرا که سیاهی نیز درخشش دارد. هر آینهٔ آن آبنوس درخشان را که در قفسهٔ شاه کار کرده‌اند بنگرید.» (موبی دیک، فصل ۹۳)
هنگامی که یکی از پاروزنان قایق استاب مجروح می‌شود پیپ به صورت موقت جایگزین او می‌گردد. در اولین وقفه، پیپ از قایق بیرون می‌پرد و باعث می‌شود که استاب و تاشتگو نهنگی که به زوبین دارند از دست‌شان برود. تاشتگو و دیگر خدمه از دست او عصبانی می‌شوند و استاب با شوخ‌طبعی او را سرزنش می‌کند و حتی تصور بردگی را نیز پیش می‌کشد: «در خود آلاباما قیمت یک وال سی برابر توست». بار دیگر که نهنگ رویت شد پیپ بار دیگر به دریا پرید به تنهایی در آن‌جا گیر افتاد در حالی‌که استاب و دیگر خدمه در حال کشیدن نهنگ زوبین زده‌شده بودند. پس از نجات پیدا کردن پیپ از آن به بعد (حداقل نزد دیگر خدمه) به یک «احمق» و «دیوانه» بدل گشت. اما اسماعیل اعتقاد دارد که او یک تجربه عرفانی را از سر گذرانده: «بسیاری از دیوانگی مردان حس بهشت است». این تجربه برای پیپ حیاتی بود زیرا او به عنوان دیده‌بان خدمت می‌کرد. به زعم اسماعیل «واقعه‌ای بسیار ندبه‌آور بود و منجر بدان شد که برای جاشوان که گاه دیوانه‌وار خوش بودند و سرنوشتشان از پیش مقدر شده بود در بارهٔ هر دنبالهٔ متفرق و پراکنده که بر سر کشتی می‌آید پیشگویی زنده و همراه پدیدآورد». دیوانگی پیپ بسیار شاعرانه و فصیح است؛ او به یادآورندهٔ تام در شاه لیر است. بعدتر ایهب جانب پیپ را می‌گیرد و از او نگه‌داری می‌کند.
دوبوی زال و پیشکار عصبی کشتی است. آشپز (فلیس)، آهنگر (پرت) و نجار کشتی هر کدام در حداقل یکی از فصل‌های نزدیک به انتهای رمان ظاهر می‌شوند. فلیس بسیار پیر و نیمه ناشنوا و آمریکایی آفریقایی تبار است. او در فصل شام استاب (فصل شصت و چهارم) حاضر می‌شود و در یک گفتگوی شوخ‌طبعانه با استاب وارد می‌شود که استاب به او می‌آموزد چگونه می‌تواند به اشکال مختلف گوشت یک نهنگ را طبخ نماید. ایهب نجار را می‌خواهد تا برایش به جای پایی که از بین رفته‌است یک پا از استخوان نهنگ بسازد. اندکی بعد از پرت می‌خواهد تا یک نیزهٔ ویژه بسازد تا او در نبرد نهایی خود با موبی‌دیک آن را نزد خود داشته‌باشد. پرت نیز یکی از معدود شخصیت‌هایی است که راوی از زندگی گذشته‌اش تعاریفی به‌دست می‌دهد: زندگی ساحلی‌اش بر اثر مصرف بیش از حد الکل نابود شده‌است.

### دیگر ناخدایان
ناخدا بومر، ناخدای کشتی ساموئل اندربی از لندن که ایهب در دریا به او برمی‌خورد. بومر نه تنها موبی‌دیک را دیده‌است بلکه بازویش را در نبرد با آن از دست داده‌است. او به مانند ایهب عضو قطع شدهٔ خود را با استخوان نهنگ جایگزین کرده‌بود. ایهب بلافاصله گمان می‌برد روح آشنایی برای انتقام از موبی‌دیک پیدا کرده‌است اما بومر نقطهٔ مقابل ایهب را در رمان نمایندگی می‌کند. در این‌جا، همتای عاقل و منطقی ایهب. اگرچه بومر برای موبی‌دیک جنبهٔ انسانی قائل می‌شود و خشم جوشان او را هنگامی که بومر وسوسه می‌شود او را شکار کند توصیف می‌کند، اما او به راحتی با از دست دادن بازویش کنار آمده‌است و هیچ قصدی برای شکار موبی‌دیک ندارد و به ایهب نصیحت می‌کند «او بهترین است. رهایش کن». دکتر اندربی قویاً برای این نگرش استدلال می‌کند:
می‌دانید، آقایان که دستگاه‌های گوارش وال را قادر متعال چنان نفوذناپذیر ساخته‌است که حتی هضم کامل بازوی انسان هم برایش ممکن نیست؟ و خودش هم این را می‌داند. به این ترتیب آنچه را بدخواهی و بدذاتی وال سفید می‌پندارید صرفاً دست و پا بستگی اوست. چون هیچ قصد آن را ندارد که حتی یک دست و یک پای کسی را ببلعد، فقط در فکر آن است که با حمله‌های دروغی طرف را بترساند— موبی‌دیک، فصل ۱۰۰
بومر با شوخ‌طبعی دربارهٔ از دست دادن بازویش داستان پردازی می‌کند، بدون هیچ فوریتی برای گفتن مکان موبی‌دیک. ایهب خشمگین بومر را مجبور می‌کند که بپرسد «ناخدای شما دیوانه است؟» ایهب به سرعت کشتی اندربی را ترک می‌کند و شتاب‌زدگی او باعث می‌شود پای استخوان نهنگ او بشکند سپس آسیب‌های بیشتری در دستورهاش برای سکان‌گیر به وجود آورد. پایی که به بدترین شکل آسیب دید می‌تواند استعاره‌ای برای صاحب آن باشد.
ناخدا ده‌دیر، درک ده‌دیر یک ناخدای والگیر آلمانی بود. ملویل دلاوری‌های دیر و آلمانی‌ها را بی‌ارزش می‌کند. کشتی ده‌دیر موفق به شکار هیچ نهنگی نشده‌است و از پکوئود خواهش می‌کند کمی روغن به آن‌ها بدهد تا بتوانند چراغ‌های خود را روشن نگه‌دارند. در حین معامله، نهنگ‌هایی دیده می‌شوند و خدمهٔ هر دو کشتی به دنبال آن‌ها می‌روند. ده‌دیر سعی می‌کند تا مانع شکار نهنگ توسط خدمه پکوئود بشود اما موفق نیست. آخرین‌بار ده‌دیر در حال دنبال کردن یک نهنگ تیغ‌باله است که آن‌طور که ملویل می‌گوید نهنگ سریعی است که توسط شکارچیان وال در قرن ۱۹ شکار می‌کردند.

### ناخدایان بی‌نام
برخی ناخدای کشتی‌ها در موبی‌دیک نام ندارند اما نقش‌های کوچکی را در داستان بازی می‌کنند.
بچه‌لر، پس از یک گشت زدن موفق کشتی او مملو از روغن است. او با رد کردن احتمال وجود موبی‌دیک ایهب را عصبانی می‌کند که این ابهام را بین نهنگ واقعی و شخصیت افسانه‌ای افزایش می‌دهد.
رزباد، ناخدای کشتی فرانسوی که او نیز بی‌اعتبار می‌شود که به عنوان یک «تولیدکنندهٔ ادکلن» توصیف می‌شود. او دو نهنگ مریض را می‌گیرد و استاب که به وجود عنبر در آن‌ها مشکوک شده بود او و خدمه‌اش را فریب می‌دهد تا نهنگ‌ها را رها کنند. او درست فکر می‌کرد اما ایهب با عجلهٔ خود نگذاشت استاب تمام جایزه‌اش را از نهنگ خارج نماید.
ریچل، ناخدایی که از ایهب درخواست می‌کند تا دنبال قایق شکار نهنگ گمشده‌ای بگردند که پسر خردسالش در آن حضور دارد. ایهب درخواست آن‌ها را رد می‌کند. پس از غرق شدن پکوئود، ریچل اسماعیل، تنها بازمانده را نجات می‌دهد.
دیلایت، ناخدایش وسوسه شده بود تا موبی‌دیک را شکار کند. نهنگ دور قایق آن‌ها می‌چرخد و یکی از قایق‌هایش را غرق می‌کند. این اتفاق از پیش نشان می‌دهد چه اتفاقی قرار است برای پکوئود رخ دهد.

## پیرنگ
راوی که خودش را اسماعیل می‌نامد از منهتن برای پیوستن به کشتی شکار نهنگ به نیوبدفورد آمده‌است. مهمان‌خانه‌ای که او به آن مراجعه می‌کند بسیار شلوغ است و او مجبور می‌شود یک تخت را با مردی خالکوبی‌شده به نام کویکوئگ از پلی‌نزی شریک شود. این مرد یک زوبین‌انداز است و پدرش پادشاه جزیرهٔ روکوووکو می‌باشد. صبح روز بعد اسماعیل و کویکوئگ به خطبهٔ پدر ماپل دربارهٔ یونس گوش فرا می‌دهند و سپس راهی نانتاکت می‌شوند. اسماعیل با صاحبان کشتی پکوئود، بیلداد و پلگ قرارداد امضا می‌کند. پلگ دربارهٔ ناخدا ایهب می‌گوید: «این ناخدا ایهب آدم بزرگمنش بی‌خدای خدامانندی است» که با این اوصاف «احساسات انسانی خود را دارد». صبح روز بعد آن‌ها با کویکوئگ نیز قرارداد امضا کردند. مردی به نام الیاس پیشگویی می‌کند که اگر اسماعیل و کویکوئگ به ایهب بپیوندند به سرنوشتی وخیم دچار می‌شوند. در حالی‌که مایحتاج در کشتی بارگیری می‌شوند چهره‌هایی سایه‌وار سوار کشتی می‌شوند. در یک روز سرد کریسمس، پکوئود بندر را ترک می‌کند.
اسماعیل دربارهٔ ستولوژی (تقسیم‌بندی جانورشناسانه و تاریخ طبیعی وال‌سانان) و خدمهٔ کشتی توضیح می‌دهد. نایب اول کشتی مردی سی‌ساله به نام استارباک است، از اهالی نانتاکت و پیرو مذهب کواکر با طرز فکر واقع‌گرایانه و کویکوئگ را به عنوان زوبین‌انداز در کنار خود دارد. نایب دوم کشتی استاب نام دارد از اهالی دماغهٔ کاد است؛ مردی لاقید و شوخ‌طبع که تاشتگو، مردی مغرور و سرخ‌پوستی اصیل را به عنوان زوبین‌انداز در کنار خود دارد. نایب سوم فلاسک است؛ مردی کوتاه‌قد و قوی‌بنیه که داگو، آفریقایی بلندقد ساکن نانتاکت، زوبین‌انداز اوست.
هنگامی‌که بالاخره ایهب بر عرشهٔ انتهای کشتی ظاهر می‌شود اعلام می‌کند که هدف او انتقام از نهنگ سفیدی است که باعث قطع شدن پای او از زانو به پایین و استفاده‌اش از پای مصنوعی ساخته‌شده از استخوان نهنگ شده‌است. او وعده می‌دهد به اولین شخصی که بتواند موبی‌دیک را ببیند یک دابلون (سکهٔ طلای اسپانیایی) که به تیرک دکل میخ کرده، می‌دهد. استارباک معترض می‌شود که آن‌ها برای گرفتن انتقام او به این سفر نیامده‌اند و هدف آن‌ها سود کردن است. هدف ایهب انگار طلسم مرموزی بود که بر اسماعیل تأثیر گذاشت: «آن جنگ سوزان اهب به نظرم جنگ خود من شده‌بود». به جای دور زدن دماغه هورن، ایهب به سمت منطقه‌ای استوایی در اقیانوس آرام در آفریقای جنوبی رفت. یک بعدازظهر، در حالی‌که اسماعیل و کویکوئگ در حال بافتن بوریا بودند، تاشتگو یک نهنگ عنبر می‌بیند. بلافاصله پنج چهرهٔ مخفی شده که ایهب به عنوان خدمهٔ کشتی خود آورده بود پدید آمدند. فتح‌الله، رهبر آن‌ها پارسی بود. وی همچنین زوبین‌انداز ایهب به حساب می‌آید. تعقیب آن‌ها بی‌فایده است.

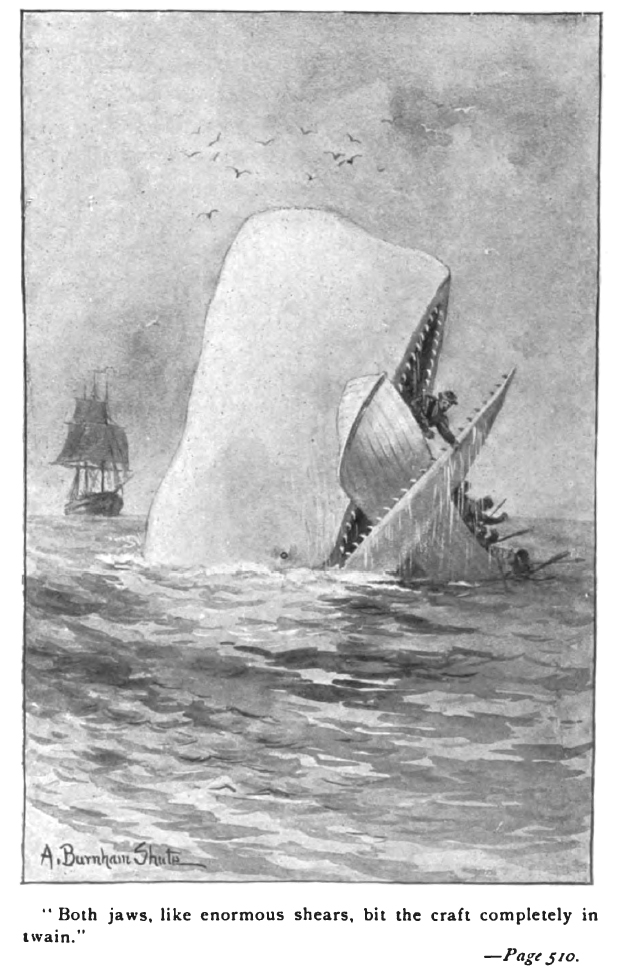
موبی‌دیک

در جنوبی‌ترین نقطهٔ دماغه امید نیک، اولین دیدار از نه دیدارشان با کشتی‌های دیگر را انجام می‌دهند. آن‌ها به کشتی گونِی برخوردند و ایهب از او پرسید که آیا وال سفید را دیده‌اند. هنگامی که ناخدای کشتی گونی در صدد پاسخ گفتن برآمد شیپورش به نحوی به درون دریا می‌افتد. اسماعیل توضیح می‌دهد که ایهب به علت اشتیاقی که برای موبی‌دیک داشت برخلاف رسوم دیدارهای دریایی به سمت آن‌ها حرکت کرد، که در این رسومات ناخدایان در یک کشتی ملاقات می‌کنند و نایبان اول در کشتی دیگر. دومین دیدارشان با کشتی تاون‌هو، کشتی شکار نهنگی از نانتاکت بود که در آن داستانی پنهانی که نشان‌دهندهٔ عدل الهی است توسط ملوانان آن به تاشتگو گفته می‌شود که تنها بین خدمهٔ پکوئود نقل می‌شود. ملوانان شورش‌گری از نایب ستمگر کشتی، رادنی، شلاق می‌خورند و هنگامی که نایب تاون‌هو موبی‌دیک را تعقیب می‌کند به دریا می‌افتد و توسط نهنگ کشتی می‌شود.
اسماعیل از تصویر نهنگ گریز می‌زند و بریت (غذای میکروسکوپی نهنگ‌ها)، سرپاور (پس از آن‌که داگو با تشخیص دادن سرپاور غول به جای نهنگ سفید باعث به دریا انداخته‌شدن چهار قایق شد) و ریسمان‌های شکار نهنگ را توضیح می‌دهد. روز بعد، در اقیانوس هند، استاب یک نهنگ عنبر را می‌کشد و همان شب فلیس، سرآشپز سیاه‌پوست پکوئود برای او یک استیک نادر نهنگ را آماده می‌کند. فلیس برای کوسه‌هایی که به طمع لاشهٔ نهنگ بسته‌شده به کشتی آمده بودند، سخنرانی کرد. او به نهنگ‌ها می‌گوید هر چند طبعشان حریص است اما آن‌ها باید بر آن فائق بیایند. لاشهٔ نهنگ که آماده شد سرش را می‌برند و بشکه‌های نفت را از آن استخراج می‌کنند. برخورد بعدی پکوئود با کشتی جروبوم است، که نه تنها نایب اول خود را در نبرد با موبی‌دیک از دست داده‌است بلکه در این لحظه دچار بیماری طاعون گشته است.
لاشهٔ نهنگ هنوز در دریا قرار دارد. کویکوئگ بر لاشه سوار شده و خود را به کمربند اسماعیل می‌بندد به‌طوری‌که مانند دوقلوی به‌هم‌چسبیده به نظر می‌رسند. استاب و فلاسک یک نهنگ شکار را می‌کشند و آن را به تیرک مقابل تیرکی که نهنگ عنبر به آن بسته شده، می‌بندند. اسماعیل سرشان را از لحاظ فلسفی مقایسه می‌کند: نهنگ شکار طرفدار جان لاک و رواقیون است و نهنگ عنبر به عنوان پیرو امانوئل کانت و افلاطون. تاشتگو از محل بریده‌شدهٔ سر نهنگ وارد می‌شود و سطل‌ها را از روغن پر می‌کند. او به درون سر سقوط می‌کند و سر از تیرک کشتی به درون دریا سقوط می‌کند. کویکوئگ بلافاصله پشت سر او شیرجه زد و او را با شمشیرش نجات داد.

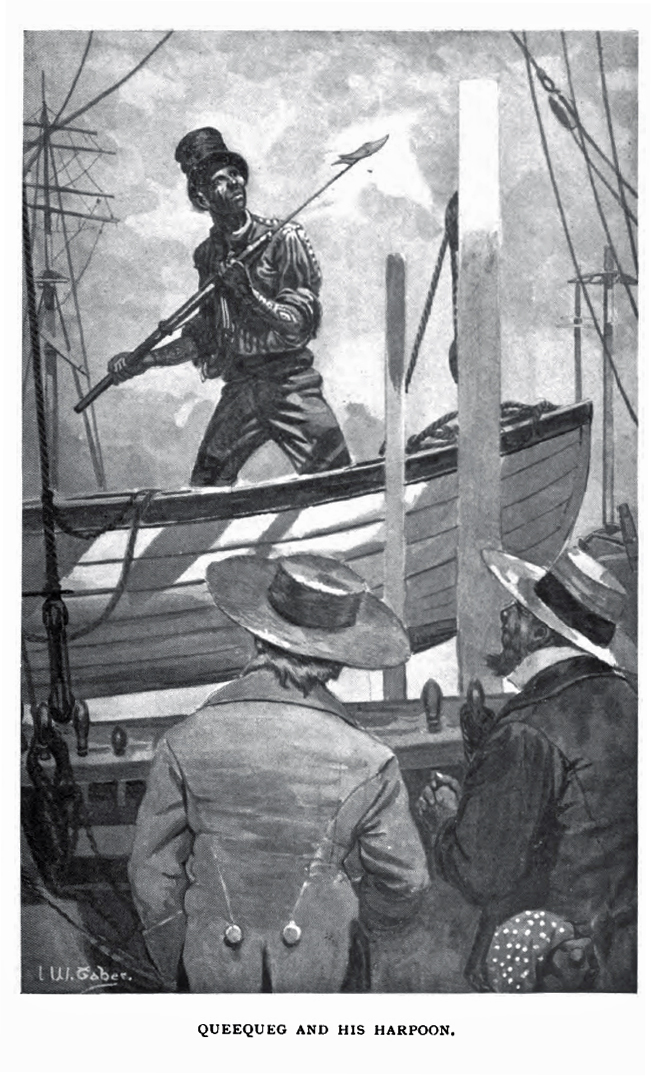
کویکوئگ

در دیدار بعدی پکوئود با کشتی عذرا از برمن برخورد می‌کند. هر دو کشتی به صورت هم‌زمان یک نهنگ را رویت می‌کنند که برندهٔ این نبرد پکوئود است. سه زوبین‌انداز نیزه‌هایشان را در بدن نهنگ فروکردند. لاشه غرق می‌شود و کویکوئگ به سختی خود را نجات می‌دهد. دیدار بعدی پکوئود با کشتی شکار نهنگ فرانسوی به نام روزباد است که خدمه‌اش به عنبری که در لاشهٔ بیمار نهنگ همراهشان وجود دارد توجه نمی‌کنند. استاب نهنگ را از چنگ آن‌ها درمی‌آورد اما ایهب فرمان حرکت را می‌دهد. در روزهای بعد، در برخورد با یک نهنگ نیزه‌خورده، پیپ، پسری سیاه‌پوست و کوچک از آلاباما، آرامش خود را از دست می‌دهد و از قایق به داخل آب می‌پرد. در هنگام پریدن به دریا به طنابی که به نهنگ متصل است گرفتار می‌شود و باعث می‌شود که شکارچیان پکوئود طناب را ببرند. استاب با عصبانیت به پیپ دستور می‌دهد که در قایق بماند اما پیپ بار دیگر از قایق بیرون می‌پرد و در دریای بی‌کران تنها می‌ماند و هنگامی که نجاتش می‌دهند او به جنون گرفتار می‌شود.
روغن نهنگ عنبر یخ می‌زند و باید دوباره به حالت مایع فشرده بازگردد بنابراین چربی‌ها را بر روی عرشه می‌جوشانند. روغن‌های گرم‌شده را داخل چلیک‌هایی می‌ریزند و سپس در کشتی انبار می‌شود. پس از انجام عملیات عرشه باید تمیز شود. سکهٔ میخ شده به دیرک، سه قله از آند را نشان می‌دهد که بر فراز یکی لهیب آتش، بر فراز یکی برج و بر فراز دیگری کلاغ آوازه‌خوان مشاهده می‌شد. ایهب دست از نگاه کردن به سکه برداشت و طرح سکه را برای خود به عنوان استحکام و پایداری، انرژی آتشفشانی و پیروزی تفسیر کرد. استارباک قلهٔ بلندتر را به عنوان شاهدی بر تثلیث در نظر می‌گیرد. استاب به قوس زودیاک بر کوه‌ها توجه می‌نماید و فلاسک هیچ ارزش نمادینی در آن نمی‌یابد و پیپ فعل «نگاه کردن» را صرف می‌کند.
دیدار بعدی پکوئود با کشتی ساموئل اندربی از لندن است که توسط بومر کاپیتانی می‌شود؛ شخصی که بازویش را در نبرد با موبی‌دیک از دست داده‌است. با این اوصاف او هیچ کینه‌ای نسبت به نهنگ به دل ندارد و نگاهش مانند یک بداندیش نیست. ایهب دیدار را با دویدن به سمت کشتی خودش تمام می‌کند. راوی حال دربارهٔ سه موضوع بحث می‌کند: ۱- موجودی شکارچیان نهنگ ۲- مسیر رودخانه‌ای در جزیرهٔ اشکانی که در آن اسکلت و فسیل نهنگ برای اندازه‌گیری بسیار است. ۳- احتمالی کم شدن اندازه نهنگ و امکان انقراض لویاتان‌ها.
هنگام ترک ساموئل اندربی، ایهب پای مصنوعی خود را می‌شکند و به نجار سفارش می‌دهد تا پای دیگری برای او بسازد. استارباک، ایهب را از نشت روغن از کشتی آگاه می‌کند. ایهب با بی‌میلی به زوبین‌اندازان دستور می‌دهد تا وضعیت بشکه‌ها را بررسی نمایند. کویکوئگ تمام روز را در زیر کشتی با مشقت دنبال نقطهٔ نشت می‌گردد سپس سرمای شدیدی گرفتارش می‌کند و به حد مرگ تب می‌کند. نجار برای او که از تدفین در دریا می‌ترسد، می‌سازد. کویکوئگ برای اندازه‌اش آن را امتحان می‌کند و به همراه پیپ گریه می‌کند و بر طبل خود می‌کوبد، سپس می‌ایستد و خود را ترسو خطاب می‌کند در حالی که او کویکوئگ را برای جان‌سختی‌اش تحسین می‌کند. اما کویکوئگ قوت می‌یابد، به‌طور خلاصه بهبود می‌یابد، روی پای خودش می‌ایستد و سلامت خود را بازمی‌یابد. از این پس او از تابوتش به عنوان صندوقچه یدکی استفاده می‌کند.
پکوئود راه شمال شرقی به سمت فورموسا، در اقیانوس آرام را پیش می‌گیرد. ایهب با یکی از سوراخ‌های بینی‌اش بوی مُشک را از سمت جزایر باشی، و با دیگری نمک دریایی که موبی‌دیک در آن شنا می‌کند را حس می‌کند. ایهب به پرت می‌رود و با یک کیسه نعل اسب بازمی‌گردد و از آهنگر می‌خواهد با آن‌ها یک نیزهٔ مخصوص درست کند و با ذوب کردن تیغ‌هایی که از پرت آورده برای نیزه خار درست کند. ایهب از کویکوئگ، تاشتگو و داگو می‌خواهد نیزه را در خون آبدیده کنند.
دیدار بعدی پکوئود با بچلر، کشتی نانتاکتی که با انبارهای پر از روغن نهنگ عنبر به سمت خانه می‌روند. آن زمان و پس از آن، پکوئود کمتر از آن‌ها موفق بوده‌است. در یکی از آن شب‌ها در قایق وال‌گیری، فتح‌الله پیش‌بینی می‌کند که ایهب تابوت و نعش‌کشی نخواهد داشت، در حالی که ایهب پیش از مرگ باید دو نعش‌کش را بر این دریا ببیند که یکی نباید به دست انسان میرا ساخته شده‌باشد و دیگری باید چوبی که آن نعش‌کش از آن ساخته شده‌است در آمریکا روئیده‌باشد و او تا پایان عمرش بلد ایهب خواهد ماند و تنها حشیش می‌تواند او را بکشد.
همان‌طور که پکوئود به استوا نزدیک می‌شود، ایهب اسطرلاب خود را سرزنش می‌کند که تنها به او می‌گوید حال کجا هستند و نمی‌گوید در آینده کجا خواهند بود. ایهب آن را به عرشه می‌کوبد. همان عصر یک توفند شدید به کشتی حمله می‌کند. رعد و برق به تیرک کشتی می‌خورد و جایگاه سکهٔ اسپانیایی و نیزهٔ ایهب را به آتش می‌کشد. ایهب برای روح آتش سخنرانی می‌کند و رعد و برق را نشانه‌ای بدشگون از حضور موبی‌دیک می‌داند. استارباک رعد و برق را به عنوان یک هشدار می‌بیند و وسوسه می‌شود تا با یک تپانچه به ایهب در حال خواب شلیک کند. فردا صبح او می‌بیند که قطب‌نما توسط رعد و برق از کار افتاده‌است و ایهب توسط یک نیزه، یک پتک و یک سوزن بادبان‌ساز یک قطب‌نمای دیگر می‌سازد. او دستور داد سرعت‌سنج را بکشند.
پکوئود حال جنوب را پیش می‌گیرد به سمت موبی‌دیک. یک مرد از تیرک به کشتی می‌افتد. حال کویکوئگ پیشنهاد می‌دهد که تابوت زائدش را برای یک جسد شناور جدید به کار گیرند. استارباک به نجار دستور می‌دهد که نجار به دقت تابوت را بپوشاند و مسدود کند. صبح روز بعد، کشتی برخورد کوتاهی با کشتی ریچل که توسط ناخدا گاردنر از نانتاکت فرماندهی می‌شود، دارد. ریچل به دنبال بازماندگان یک قایق شکار نهنگ که به دنبال موبی دیک رفته بود، می‌گردد. در میان گم‌شدگان پسر کم سن‌وسال گاردنر نیز حضور دارد. ایهب درخواست پیوستن به گروه جستجو را رد می‌کند. بیست و چهار ساعت یک روز را ایهب بر عرشه قدم می‌زند و فتح‌اللٓه مانند سایه به دنبال اوست. ناگهان یک پرندهٔ دریایی کلاه پوست ایهب را برمی‌دارد و با آن پرواز می‌کند. پکوئود برای نهمین و آخرین بار با کشتی دیلایت برخورد می‌کند که به سختی آسیب دیده‌است و پنج خدمهٔ آن توسط موبی‌دیک کشته‌شده‌اند. ناخدای آن فریاد می‌زند نیزه‌ای که بتواند نهنگ سفید را از بین ببرد هنوز ساخته نشده‌است اما ایهب با اعتماد به نیزهٔ مخصوص خود دستور می‌دهد کشتی رو به جلو برود. ایهب نظرش را با استارباک درمیان می‌گذارد. ایهب دربارهٔ زن و فرزندش صحبت می‌کند و خود را یک احمق می‌نامد که چهل سال وقتش را بر روی شکار نهنگ صرف کرده‌است و ادعا می‌کند که می‌تواند فرزند خودش را در چشمان استارباک ببیند. استارباک سعی می‌کند ایهب را متقاعد کند که به
نانتاکت بازگردند تا هر دو بتوانند خانواده‌های خود را ببینند اما ایهب به سادگی عرشه را طی می‌کند و کنار فتح‌اللٓه می‌ایستد.

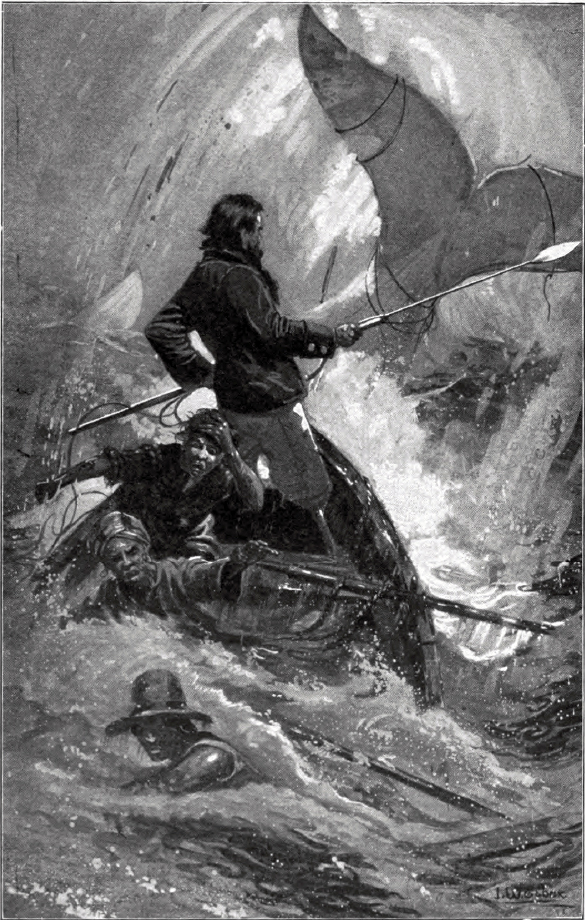
آخرین نبرد

در اولین روز تعقیب، ایهب بوی نهنگ را حس می‌کند، از تیرک بالا می‌رود و موبی‌دیک را می‌بیند. او می‌گوید که سکهٔ اسپانیایی برای خودش می‌باشد و دستور می‌دهد همهٔ قایق‌ها به جز قایق استارباک را به آب بیندازند. نهنگ قایق ایهب را گاز می‌گیرد و ناخدا را از آن بیرون می‌اندازد و خدمه را متفرق می‌کند. در دومین روز تعقیب، ایهب، استارباک را مسئول کشتی می‌کند. موبی‌دیک سه قایقی که او را دنبال می‌کنند را به تراشه تبدیل می‌کند و طناب‌هایشان را به هم می‌پیچد. ایهب نجات پیدا می‌کند اما پای مصنوعی او و فتح‌اللٓه را از دست می‌دهد. استارباک به ایهب التماس می‌کند که از این کار دست بکشد اما ایهب قول می‌دهد که نهنگ سفید را به قتل می‌رساند.
در سومین روز تعقیب، ایهب موبی‌دیک را هنگام ظهر می‌بیند، کوسه‌ها نیز پیدا می‌شوند. ایهب بار دیگر قایقش را برای بار آخر به آب می‌اندازد و استارباک را در کشتی می‌گذارد. موبی‌دیک دو قایق را از بین می‌برد. جنازهٔ فتح‌اللٓه هنوز به بدن نهنگ طناب‌پیچ شده‌است؛ بنابراین موبی‌دیک از دریا خارج می‌شود تا پیشگویی فتح‌اللٓه را نشان دهد. ایهب برنامه دارد تا نیزه‌اش را به پهلوی نهنگ بزند. موبی‌دیک قایق‌ها را می‌شکند و مردان را داخل آب می‌اندازد. تنها اسماعیل نجات پیدا می‌کند. نهنگ این‌بار به پکوئود ضربه می‌زند. ایهب آن هنگام در می‌یابد که کشتی‌اش تابوتی است که از چوب‌های آمریکا ساخته شده‌است و فتح‌اللٓه در پیشگویی خود گفته بود. نهنگ به سمت ایهب بازمی‌گردد تا دوباره به او حمله کند. طناب دور گردن ایهب حلقه می‌زند و نهنگ بار دیگر شنا می‌کند و ایهب را با خود پایین می‌کشد. تابوت کویکوئگ تنها چیزی می‌ماند که پس از گرداب حاصل از غرق شدن کشتی پکوئود باقی می‌ماند. اسماعیل یک روز کامل را بر آن شناور می‌ماند و سپس توسط کشتی ریچل که هنوز دنبال ملوانان خود می‌گردد، نجات داده می‌شود.

## ساختار

### زاویه دید
والتر بزانسان، منتقد می‌گوید اسماعیل داستان کشتی را با خطبه‌ها، گفتگوهای درونی و نمادها روایت می‌کند. اسماعیل بارها به این مسئله که در حال نوشتن این کتاب است اشاره می‌کند: «اما چگونه می‌توانم به بیان احساس خود امیدوار باشم و با وجود این ناگزیرم که به هر طرز پیچیده و تصادفی که ممکن باشد وضع خود را بیان کنم وگرنه تمامی این فصل‌ها ممکن است به هیچ نیرزد». شولار جان برایانت اسماعیل را «هوشیاری اصلی و صدای راوی» می‌نامد. بزانسان بین اسماعیل به عنوان راوی و اسماعیل به عنوان شخصیت که اسماعیل جوان‌تر است، فرق قائل می‌شود. اسماعیل راوی، «صرفاً همان اسماعیل است که چند سال پیرتر شده‌است». بزانسان همچنین اسماعیل را از ملوان و نگارندهٔ رمان، هرمان ملویل تمیز می‌دهد. اسماعیل با خود ملویل یکی نیست، بزانسان به خواننده هشدار می‌دهد که «در برابر یکسان دانستن ملویل و اسماعیل مقاومت ورزد».

### ساختار فصلی
طبق گفته والتر بزانسان می‌توان فصول مختلف کتاب را به «فصل‌های دنباله‌دار»، «فصل‌های گروهی» و «فصل‌های تعدیل‌کننده» تقسیم کرد. ساده‌ترین دنباله‌ها در فرایند روایت، در دنباله‌های مضمونی مانند سه فصلی که دربارهٔ نقاشی وال‌ها صحبت می‌شود و در دنباله‌هایی با شباهت‌های ساختاری مانند پنج فصل دراماتیکی که با «عرشهٔ دوم» آغاز می‌شود یا چهار فصلی که با «شمع‌ها» آغاز می‌گردد، دیده می‌شود. فصل‌های گروهی فصولی هستند که مانند رنگ سفید مفهوم‌شان اهمیت دارند و آن‌ها معنی آتش را می‌دهند. فصل‌های تعدیل‌کننده فصل‌هایی با مفهوم متضاد هستند. مانند فصل پندارها و پایان سخن یا مشابه فصول «عرشهٔ دوم» و «شمع‌ها».
محقق لاورنس بوئل، ترتیب فصول غیرروایی در سه الگوی ساختاریافته توصیف می‌کند: یک، برخورد با نه کشتی دیگر و پرسیدن از آن‌ها دربارهٔ موبی‌دیک. هر کدام از کشتی دیگری بیشتر صدمه دیده بود و این خود از سرنوشت پکوئود خبر می‌دهد. دوم، تأثیر برخورد با نهنگ‌ها به‌طور فزاینده‌ای افزایش می‌یابد. در برخوردهای اول به ندرت تماسی پیش می‌آمد؛ بعدتر علامت‌های اشتباه و تعقیب‌های روتین پیش می‌آید و سرانجام از دست دادن بزرگ نهنگ‌ها در کنارهٔ دریای چین در فصل «بحریهٔ بزرگ». یک گردباد نزدیک ژاپن یک مرحله پیش از برخورد با موبی‌دیک است. الگوی سوم مستندات نهنگ‌شناسی است که خودش می‌تواند به دو بخش تقسیم بشود. این فصل‌ها با تاریخ باستانی شکار نهنگ و طبقه‌بندی کتاب‌شناسی نهنگ‌ها آغاز می‌شود، در ادامه با داستان‌های شیاطین در نهنگ‌ها در کل و در موبی‌دیک به اخص به موضوع نزدیک‌تر می‌شود. یک تفسیر نیز به ترتیب وقایع زمانی از تصویر نهنگ ارائه می‌دهد. نقطهٔ اوج این بخش در فصل ۵۷ است که با یک تواضع آغاز می‌شود و با صورت فلکی قیطس پایان می‌یابد. فصل بعدی «شاه‌ماهی»، نیمهٔ دیگر این الگوست و با توصیف زندگی نهنگ آغاز می‌گردد و سپس آناتومی نهنگ عنبر را مورد مطالعه قرار می‌دهد. دو فصل آن به تکامل نهنگ اشاره دارد و بیان می‌کند به عنوان یک گونه هیچ‌گاه از بین نمی‌روند.

### دیدار با دیگر کشتی‌ها
یکی از شیوه‌های جالب توجه ساختاری دیدارهای سریالی با دیگر کشتی‌ها است که از سه جهت حائز اهمیت است. اول از همه تعمیم بیشتر روایت. فصول دو دیدار اول و دو دیدار آخر به هم نزدیک‌تر هستند. پنج دیدار میانی در دوازده فصلی که تقریباً به صورت منطقی و محدود در کتاب پخش شده‌اند. این بخش با الگویی حدوداً مکانیکی به عنوان عنصری اصلی در کتاب جای‌گرفته‌است. در واقع این دیدارها و برخوردها استخوان‌بندی داستان محسوب می‌شوند. دوم ایهب در دیدارهای افزایش شور خود را نشان می‌دهد که به صورت نموداری از اوج گرفتن علاقه‌اش به نظر می‌رسد. سوماً، رفتار متضاد اسماعیل نسبت به ایهب است که به هر کشتی به صورت خاص واکنش نشان می‌دهد: «هر کشتی مانند طوماری است که باز می‌کند و می‌خواند». برای بزانسان این تنها راهی نیست که می‌توان این گزارش‌ها را تحلیل نمود. به جای آن می‌تواند تفسیری چندگانه به عنوان تمثیل‌های متافیزیکی، سریالی از تشبیهات انجیلی، ماسکی از شرایط مواجهه، مراسمی شوخ با حضور مردان، رژه ملل و بسیار پیشروتر به عنوان راه نمادین برای فکر کردن به نهنگ سفید است.
شولار ناتالیا رایت دیدار با کشتی‌ها را به در خطوط متفاوتی تعریف می‌کند. او معتقد است کشتی‌هایی که با پکوئود دیدار می‌کنند همان موقع با شکار ایهب نیز برخورد می‌کنند. اولین کشتی جروبوم است که نام جد شاه ایهب در انجیل است. سرنوشت نبوی او پیامی هشدارآمیز است به تمام کسانی که پیروی می‌کنند از سخنان گابریل و توسط ساموئل اندربی، ریچل، دیلایت و در آخر پکوئود حمایت می‌شوند. هیچ‌کدام از دیگر کشتی‌ها نابود نمی‌شوند زیرا کاپیتان هیچ‌یک با حرص ایهب همراه نمی‌شوند و بنابراین سرنوشت جروبوم ساختار موازی بین ایهب و هم‌نام انجیلی او را تقویت می‌کند: «اخاب (ایهب) بیش از هر پادشاهی که قبل از او در اسرائیل سلطنت کرده بود، خداواند، خدای اسرائیل را خشمگین نمود.» (کتب پادشاهان، ۱۶:۳۳)

## محتوا
یکی از نخستین منتقدان دورهٔ احیای ملویل ادوارد مورگان فورستر بود که در سال ۱۹۲۷ اظهار داشت: «موبی‌دیک سرشار از معانی است؛ معنی آن یک مسئله متفاوت است.» همچنان او آواز روحانی را یک ضرورت در کتاب می‌بیند، که در زیر اعمال و اخلاقیات جریان دارد.
برایانت و اسپرینگر، ویراستار، اشاره می‌کنند که مضمون اصلی آن ادراک است، سختی دیدن و فهمیدن، که واقعیتی عمیق و حقیقت است که کشف آن سخت می‌باشد. ایهب توضیح می‌دهد که شیطان مانند تمام چیزهای دیگر با لباس مبدل ظاهر می‌شود: «همه اشیا چیزی جز نقاب‌های مقوایی نیستند.» و ایهب مشخص می‌کند «اگر انسان می‌زند از میان نقاب می‌زند. زندانی چگونه می‌تواند جز با گذر کردن از دیوار به بیرون دست یابد؟ برای من آن نهنگ سفید همان دیوار است» (فصل ۳۶). این مضمون در رمان نفوذ کرده‌است. شاید هرگز به آن میزان که در «اشرفی طلا» (فصل ۹۹) به آن تأکید شده به آن تأکید نشده‌است. جایی که هر کدام از خدمه با ادراکات خود به اشکال روی سکه می‌نگرند. بعدها در ویرایش آمریکایی ایهب هنگامی که به اعماق آب خیره می‌شود هیچ نشانه‌ای از نهنگ نمی‌یابد (فصل ۱۳۳). در حقیقت موبی‌دیک بعد از آن به سمت او شنا می‌کند. نکته این نیست که ایهب نهنگ را مانند یکی شی درک می‌کند، بلکه ایهب نهنگ را به عنوان یک نماد از آنچه انجام می‌دهد درک می‌نماید.
دلبانکو زندگینامه‌نویس ملویل به مسئله نژادی در موبی‌دیک اشاره می‌کند و به مثالی برای یافتن حقیقت در لایه‌های زیرین استناد می‌کند. تمام نژادها در میان خدمه پکوئود موجود است. اگرچه اسماعیل در ابتدا از کویکوئگ هراس دارد اما بعد با خود می‌اندیشد که خوابیدن با یک آدم‌خوار هوشیار بهتر از خوابیدن با یک مسیحی مست است. ممکن است برای کتاب‌های قرن نوزده آمریکا به ندرت پیش بیاید که یک چهرهٔ سیاه غیر برده ذکر شود، برده‌داری مکرراً تکرار می‌شود. این نژاد با پیپ، مستخدم خردسال سیاه‌پوست کامل می‌شود. هنگامی که پیپ تقریباً غرق شده‌است، ایهب از رنج و عذاب او خالصانه متأثر می‌گردد. مؤدبانه به پیپ دربارهٔ یک آگهی برده فراری می‌گوید.
هنوز ملویل راه حل‌های آسان پیشنهاد نمی‌دهد. اسماعیل و کویکوئگ رابطهٔ دوستانه‌ای با هارمونی نژادی تشکیل می‌دهند در فصل چهلم در هم می‌شکند. پنجاه فصل بعد پیپ پس از آن‌که به او تذکر داده می‌شود که ارزشش به عنوان یک برده از یک نهنگ کمتر است دچار مشکلات روحی می‌شود. «پیپ تبدیل به وجدان کشتی می‌شود». چشم‌انداز او از مالکیت یک مثال دیگر از کشمکش‌های روحی اوست. در فصل ۸۹، اسماعیل مفهوم ماهی بسته و ماهی رها را تفسیر می‌کند، که حق مالکیت را به کسانی که ماهی یا کشتی رها شده را تصاحب می‌کنند، می‌دهد.

## سبک
یک فهرست ناقص از زبان موبی‌دیک توسط برایانت و اسپرینگر تشکیل شده‌است که شامل «دریانوردی، انجیلی، هومری، شکسپیری، میلتونی و زیست‌شناسانه» می‌باشد و سبک او را «متجانس، خیال‌پردازانه، غیرمصطلح، تلمیحی و با استفاده از زبان محاوره» است. ملویل امکانات گرامر را امتحان کرده‌است، نقل‌قول‌هایی از محدوده‌های مشهور یا گمنام آورده‌است و میان نثر ساده و فصیح در نوسان است. نمایشگاه‌های فنی، اصطلاحات ملوانی، حدس و گمان‌های عارفانه و پیشگویی‌های طوفانی.
واژگان پرشمار کار می‌توانست به استراتژی‌هایی که مفرداً یا در ترکیب‌ها به کار رفته است، منکوب شود. اول، اصلاح واژگان مثل «لویاتانیسم و بزرگ کردن واژگان اصلاح‌شده. دو، استفاده از کلمات موجود با کاربردی جدید. سه، کلمات تخصصی زمینه‌های مختلف. چهار، استفاده از ترکیبات جدید اسم-صفت. پنج، استفاده از اصلاحات وصفی برای تأکید و تقویت انتظاراتی که از خواننده دارد.
سبک مشخصهٔ عناصر نوع دیگری پژواک‌ها و مفاهیم فرعی‌است. دلیل این هم پیروی ملویل از سبک متمایزش است و هم عادت همیشگی او در استفاده از منابع برای شکل دادن کار خویش. سه منبع او در این کار انجیل، شکسپیر و میلتون می‌باشد.
عنصر سبکی قابل ذکر دیگر فصاحت چند مرحله‌ای آن است که ساده‌ترین آن «سبک نمایشی نسبتاً ساده» می‌باشد که شاهد بسیاری از فصول ستولوژیک می‌باشد. اگرچه بسیاری از آن‌ها به ندرت پایدارند و بیشتر به عنوان منتقل‌کننده میان سطوح پیچیده خدمت می‌نمایند. یکی از این سطح شاعرانه فصاحت که بزانسان آن راه بهترین نمونه می‌داند در تک‌گویی ایهب در عرشهٔ دوم است که می‌تواند به عنوان یک شعر منثور قلمداد شود. ریتم به همان میزان که کنترل شده‌است، به همان میزان احتمالاً برای نثر است. مرحله سوم لفاظی زبان ویژه است و مشکل است به عنوان شعر فرم خالصی داشته باشد. مثال‌های این سطح تداوم زبان عالی استاب می‌باشد. مانند تشویق خدمه قایقرانی با ریتم سخنرانی خود. چهارمین و آخرین ترکیب باشکوه عناصر است.

## ترجمه فارسی
این کتاب نخستین بار توسط علی اصغر محمدزاده در سال ۱۳۳۵ و بار دیگر به‌قلم پرویز داریوش، به فارسی ترجمه و توسط انتشارات امیرکبیر به‌چاپ رسید. این انتشارات به تازگی تلخیص جدیدی از موبی‌دیک را به قلم محمد طلوعی در مجموعه «خلاصه رمان‌های برجسته» خود منتشر کرده‌است.این کتاب همچنین با ترجمه صالح حسینی از سوی نشر نیلوفر منتشر شده است. در نسخهٔ بریتانیایی ملویل کلمه کشف‌کردن را به درک کردن تغییر داده‌است. در واقع، ادراک چیزی‌است که باعث می‌شود ما اشکال را آن طور که وجود دارند ببینیم.

## ارجاعات
1. ↑  شکست نسبی «در دل دریا» در نخستین هفته نمایش عمومی، بی‌بی‌سی فارسی
2. ↑  Faulkner (1927)
3. 1 2  Buell (2014), 367
4. ↑  Lawrence (1923), 168
5. ↑  Tanselle (1988) "Editorial Appendix," pp. 810–812
6. ↑  Pirner, Susanne (2005). Call Me Ishmael – A Critical Analysis of the Narrator in Moby Dick. GRIN Verlag. p. 5.
7. 1 2  ملویل، هرمان (۱۳۹۰)، موبی‌دیک یا وال سفید، ترجمهٔ پرویز داریوش، تهران: امیرکبیر، شابک ۹۷۸-۹۶۴-۰۰-۰۳۶۶-۴
8. ↑  Ch 123, 126, 134
9. ↑  Delbanco, Andrew (2005). Melville: His World and Work. New York: Knopf. ISBN 0-375-40314-0.
10. ↑  «نسخه آرشیو شده». بایگانی‌شده از اصلی در ۶ اکتبر ۲۰۱۵. دریافت‌شده در ۲۴ آوریل ۲۰۱۶.
11. ↑  Dagovitz, Alan. "Moby Dick's Hidden Philosopher: A Second Look at Stubb" in Philosophy and Literature Oct 2008
12. 1 2  Bezanson (1953), 644
13. ↑  Quoted in Bezanson (1953), 645
14. ↑  Bryant (1998), pp. 67-68
15. ↑  Bezanson (1953), 647
16. ↑  Bezanson (1953), p. 653
17. ↑  Bezanson (1953), p. 654
18. ↑  Bezanson (1953), p. 655, italics Bezanson's
19. ↑  Wright (1949), p. 66–67
20. ↑  Wright (1949), p. 67
21. ↑  Forster (1927), 143–144
22. ↑  Forster (1927), 142
23. 1 2  Bryant and Springer (2007), xxii
24. ↑  Ch.3, "The Spouter Inn".
25. ↑  Delbanco (2005), 159
26. ↑  Delbanco (2005), 161
27. ↑  Bryant and Springer (2007), xvi
28. ↑  Bryant and Springer (2007), xvii
29. ↑  Lamb, Robert Paul (2005). "Fast-Fish and Loose-Fish: Teaching Melville's Moby-Dick in the College Classroom". College Literature. 32 (1): 42–62. doi:10.1353/lit.2005.0011. Retrieved 13 December 2014.
30. ↑  Bryant and Springer (2007), xv
31. ↑  Lee (2006), 395
32. ↑  Berthoff (1962), 164
33. ↑  Berthoff (1962), 163
34. ↑  Wright (1940), 196 n. 59
35. ↑  Bercaw (1987), 10
36. ↑  Bezanson (1953), p. 648–649, italics Bezanson's